# سوسنک
سوسنک از شخصیتهای شاهنامه، نام یکی از زنان شاعر بهرام گور پادشاه ساسانی بود.

## دختران آسیابان
بهرام هر هفته برای شکار به نخجیرگاه می‌رفت. یکبار به نخجیر رفتن و شکار او یک ماه طول کشید. در طی این مدت بی خیال از پادشاهی و مملکت در آنجا روزهای خوشی را سپری می‌کرد. هنگام بازگشت به روستایی رسید که آسیابی داشت. یک طرف آسیاب بزرگان ده نشسته بودند و طرف دیگر دختران روستایی هر یک دسته گلی در دست، گرد آتش بازی می‌کردند. دختران در بازیشان با هم آواز می‌خواندند و می‌گفتند: " بهرام شاه جاوید باد. به بهرام، بهرام گور می‌گویند، چون او گورخر شکار می‌کند. "
بهرام کنار دختران ایستاد، از میان دختران چهار نفر به نام‌های "مُشک"، "سیسنک"، "نار" و "سوسنک" نزد بهرام آمدند. بهرام پرسید:" شما دختر که هستید ؟" یکی از آنها گفت: " دختر آسیابان پیر هستیم. او اکنون در روستا نیست و با گروهی به نخجیر رفته‌است اما به زودی بازحواهد گشت ." در همان زمان آسیابان با دوستان همراهش به کنار آسیاب رسیدند. آسیابان به بهرام تعظیم و عرض ادب کرد، بهرام او را گرامی داشت. به او گفت:" چرا این چهار دختر تو تا کنون ازدواج نکرده‌اند ؟!" پیرمرد گفت: " چون کسی به خواستگاری آنها نیامده است ."
بهرام از آسیابان دختران را خواستگاری کرد! آسیابان گفت: "من تقاضایت را می‌پذیرم اما من دارایی و حشمتی ندارم که به عنوان جهیزه با چهار دخترم تقدیم تو کنم !" بهرام گفت :" من چیزی از تو نمی‌خواهم " سپس بهرام دستور داد، دختران را به شبستان ببرند و خود آنجا را ترک کرد.
پس از چند روز سواری از سوی بهرام نزد آسیابان آمد و گفت: " بخت با تو یار شد. اکنون شاه داماد تو است، او این مرز و بوم را به تو سپرده و ما همه فرمانبردار و خدمتکار تو هستیم !"